# Michel Magne
Michel Magne (Lisieux, 20 marzo 1930 – Cergy, 19 dicembre 1984) è stato un compositore francese, autore di numerose colonne sonore.
Molto attivo negli anni sessanta e settanta, scrisse oltre cento colonne sonore e fu il primo musicista a costruire uno studio di registrazione presso la propria abitazione al Château d'Hérouville, da lui acquistato nel 1962, creando così il concetto di "studio residenziale" imitato poi nei paesi anglosassoni. Sue sono le musiche delle serie di Angelica e Fantômas che tanto successo ottennero negli anni sessanta.
Alcune problematiche legate al castello d'Hérouville e alla sua gestione lo portarono al suicidio nel 1984.

## Filmografia

### Cinema
- Le Pain vivant, regia di Jean Mousselle (1955)
- Magirama, regia di Abel Gance e Nelly Kaplan (1956)
- Minorenni bruciate (Détournement de mineures), regia di Walter Kapps (1959)
- Les Lâches vivent d'espoir, regia di Claude Bernard-Aubert (1961)
- Le femmine seminano il vento (Les filles sèment le vent), regia di Louis Soulanes (1961)
- Les Livreurs, regia di Jean Girault (1961)
- Quando torna l'inverno (Un singe en hiver), regia di Henri Verneuil (1962)
- Konga Yo, regia di Yves Allégret (1962)
- Les Filles de La Rochelle, regia di Bernard Deflandre (1962)
- Il riposo del guerriero (Le Repos du guerrier), regia di Roger Vadim (1962)
- Le tentazioni quotidiane (Le Diable et les Dix Commandements), regia di Julien Duvivier (1962)
- Il gorilla ha morso l'arcivescovo (Le Gorille a mordu l'archevêque), regia di Maurice Labro (1962)
- Gigò (Gigot), regia di Gene Kelly (1962)
- Les Bricoleurs, regia di Jean Girault (1963)
- Il vizio e la virtù (Le Vice et la Vertu), regia di Roger Vadim (1963)
- Colpo grosso al Casinò (Mélodie en sous-sol), regia di Henri Verneuil (1963)
- F.B.I. agente implacabile (Les Femmes d'abord), regia di Raoul André (1963)
- Sinfonia per un massacro (Symphonie pour un massacre), regia di Jacques Deray (1963)
- OSS 117 segretissimo (OSS 117 se déchaîne), regia di André Hunebelle (1963)
- Il baro (Les Grands Chemins), regia di Christian Marquand (1963)
- La furia degli uomini, (Germinal), regia di Yves Allégret (1963)
- Chi vuol dormire nel mio letto? (Méfiez-vous, mesdames!), regia di André Hunebelle (1963)
- In famiglia si spara (Les Tontons flingueurs), regia di Georges Lautner (1963)
- Jeff Gordon, il diabolico detective (Des frissons partout), regia di Raoul André (1963)
- OSS 117 minaccia Bangkok (Banco à Bangkok pour OSS 117), regia di André Hunebelle (1964)
- Les Gros bras, regia di Francis Rigaud (1964)
- L'ispettore spara a vista (Le Monocle rit jaune), regia di Georges Lautner (1964)
- Caccia al maschio (La Chasse à l'homme), regia di Édouard Molinaro (1964)
- Cyrano e D'Artagnan (Cyrano et d'Artagnan), regia di Abel Gance (1964)
- Il piacere e l'amore (La ronde), regia di Roger Vadim (1964)
- Fantomas 70 (Fantômas), regia di André Hunebelle (1964)
- Angelica (Angélique, marquise des anges), regia di Bernard Borderie (1964)
- Quattro spie sotto il letto (Les Barbouzes), regia di Georges Lautner (1964)
- Rapina al sole (Par un beau matin d'été), regia di Jacques Deray (1965)
- La Bonne occase, regia di Michel Drach (1965)
- Donne, mitra e diamanti (Le Gentleman de Cocody), regia di Christian-Jaque (1965)
- Pelle di donna (Journal d'une femme en blanc), regia di Claude Autant-Lara (1965)
- Angelica alla corte del re (Merveilleuse Angélique), regia di Bernard Borderie (1965)
- Oss 117 furia a Bahia (Furia à Bahia pour OSS 117), regia di André Hunebelle (1965)
- Un marito a prezzo fisso (Un mari à prix fixe), regia di Claude de Givray (1965)
- Vagone letto per assassini (Compartiment tueurs), regia di Costa-Gavras (1965)
- Missione Caracas (Mission spéciale à Caracas), regia di Raoul André (1965)
- Per favore, chiudete le persiane (Un grand seigneur: Les bons vivants), regia di Gilles Grangier e Georges Lautner (1965)
- Fantomas minaccia il mondo (Fantômas se déchaîne), regia di André Hunebelle (1965)
- Agente 777 missione Summergame (Coplan FX 18 casse tout), regia di Riccardo Freda (1966)
- Galia, regia di Georges Lautner (1966)
- La meravigliosa Angelica (Angélique et le Roy), regia di Bernard Borderie (1966)
- Une femme en blanc se révolte, regia di Claude Autant-Lara (1966)
- Pattuglia anti gang (Brigade antigangs), regia di Bernard Borderie (1966)
- Sciarada per quattro spie (Avec la peau des autres), regia di Jacques Deray (1966)
- OSS 117 a Tokyo si muore (Atout coeur à Tokyo pour OSS 117), regia di Michel Boisrond (1966)
- Fantomas contro Scotland Yard (Fantômas contre Scotland Yard), regia di André Hunebelle (1967)
- Il 13º uomo (1 homme de trop), regia di Costa-Gavras (1967)
- Avventurieri per una rivolta (Estouffade à la Caraïbe), regia di Jacques Besnard (1967)
- Io, l'amore (À coeur joie), regia di Serge Bourguignon (1967)
- Johnny Banco, regia di Yves Allégret (1967)
- La signora non si deve uccidere (Fleur d'oseille), regia di Georges Lautner (1967)
- L'indomabile Angelica (Indomptable Angélique), regia di Bernard Borderie (1967)
- Angelica e il gran sultano (Angélique et le sultan), regia di Bernard Borderie (1968)
- Il sergente (The Sergeant), regia di John Flynn (1968)
- I bastardi, regia di Duccio Tessari (1968)
- Montecristo 70 (Sous le signe de Monte Cristo), regia di André Hunebelle (1968)
- Barbarella, regia di Roger Vadim (1968)
- Catherine, regia di Bernard Borderie (1969)
- Quelli che sanno uccidere (Les Étrangers), regia di Jean-Pierre Desagnat (1969)
- Il caso "Venere privata" (Cran d'arrêt), regia di Yves Boisset (1970)
- L'uomo dalle due ombre (De la part des copains), regia di Terence Young (1970)
- Quattro notti di un sognatore (Quatre nuits d'un rêveur), regia di Robert Bresson (1971)
- Questo nostro simpatico mondo di pazzi (Tout le monde il est beau, tout le monde il est gentil), regia di Jean Yanne (1972)
- Una donna come me (Don Juan ou Si Don Juan était une femme...), regia di Roger Vadim (1973)
- Dacci oggi i nostri soldi quotidiani (Moi y'en a vouloir des sous), regia di Jean Yanne (1973)
- Il complotto (Le complot), regia di René Gainville (1973)
- Un ange au paradis, regia di Jean-Pierre Blanc (1973)
- I cinesi a Parigi (Les Chinois à Paris), regia di Jean Yanne (1974)
- Lettere a Emmanuelle (Néa), regia di Nelly Kaplan (1976)
- Viol, la grande peur, regia di Pierre Chevalier (1978)
- T'es folle ou quoi?, regia di Michel Gérard (1982)
- Le Transfuge, regia di Yves Prigent (1982)
- I miserabili (Les misérables), regia di Robert Hossein (1982)
- S.A.S. à San Salvador, regia di Raoul Coutard (1982)
- L'Indic, regia di Serge Leroy (1983)
- 1960, terza liceo... e fu tempo di rock and roll (Surprise Party), regia di Roger Vadim (1983)
- Emmanuelle 4 (Emmanuelle IV), regia di Francis Leroi e Iris Letans (1984)
- Réveillon chez Bob, regia di Denys Granier-Deferre (1984)

### Televisione
- Le Sérum de bonté - serie TV (1960)
- I falciatori di margherite (Les Faucheurs de marguerites) - miniserie TV, 25 episodi (1974)